# Asamblea Legislativa de Mato Grosso del Sur

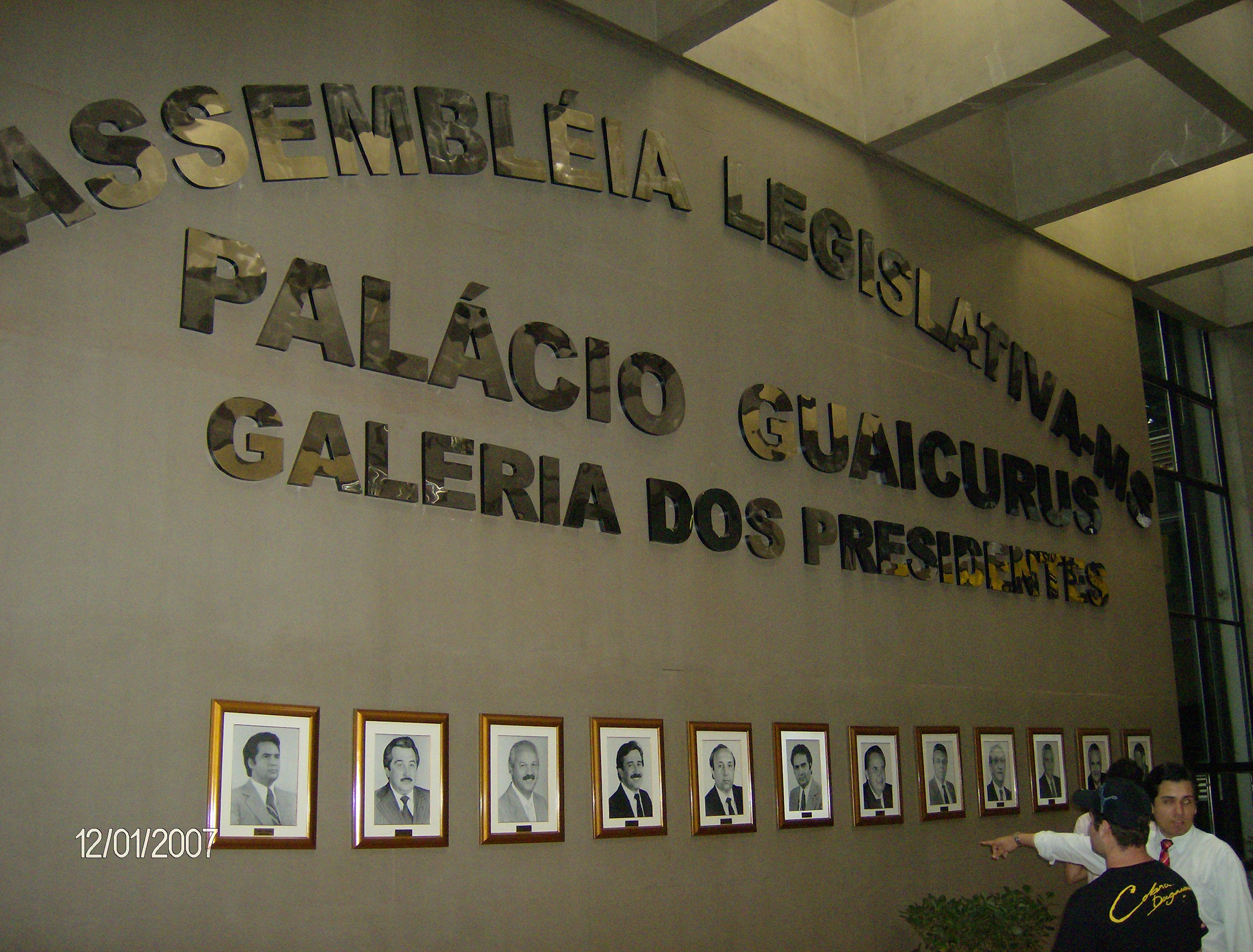
Entrada a la Asamblea.

La Asamblea Legislativa de Mato Grosso do Sul (en portugués: Assembleia Legislativa de Mato Grosso do Sul) es el órgano legislativo del gobierno del estado de Mato Grosso do Sul (Brasil).
Regida por la Constitución de 1969, la ALMS surgió de la primera Asamblea Constituyente del Estado de Mato Grosso do Sul, creada el 1 de enero de 1979 por el entonces presidente de la república Ernesto Geisel, como parte de la ley complementaria 31, que desmembró la porción sur del estado de Mato Grosso para crear un nuevo estado. El 13 de junio de 1979 se promulgó la constitución estatal, que le dio a la casa su nombre actual.
Años más tarde, tras la determinación de la Constitución Federal de 1988, la Asamblea Legislativa, investida del Poder Constituyente, elaboró la segunda Carta Magna, promulgada el 5 de octubre de 1989. Desde la fundación hasta hoy hubo 10 legislaturas, con 18 parlamentarios al inicio y desde la segunda legislatura son 24.

## Legislaturas
- 1: Legislatura: 1979–1983
- 2: Legislatura: 1983–1987
- 3: Legislatura: 1987–1991
- 4: Legislatura: 1991–1995
- 5: Legislatura: 1995–1999
- 6: Legislatura: 1999–2003
- 7: Legislatura: 2003–2007
- 8: Legislatura: 2007–2011
- 9: Legislatura: 2011–2015
- 10: Legislatura: 2015–2019
- 11: Legislatura: 2019–2023